# Championnats de France de patinage artistique 1984
Navigation
Championnats de France 1983 Championnats de France 1985
Les championnats de France de patinage artistique 1984 ont eu lieu du 8 au 11 décembre 1983 à la patinoire du palais des sports de Megève pour 3 épreuves : simple messieurs, simple dames et couple artistique. 
La patinoire de Toulouse-Fraternité a accueilli l'épreuve de danse sur glace.

## Faits marquants
- Jean-Christophe Simond obtient son huitième et dernier titre national. Cela constitue un record à égalité avec Jean Henrion qui patinait dans les années 1930. Il n'est battu que par Alain Giletti qui a obtenu dix titres nationaux entre 1951 et 1961.

- Les danseurs sur glace Nathalie Hervé & Pierre Béchu[1] obtiennent leur cinquième et dernier titre national consécutif.

## Podiums
| Épreuves                            | Or                             | Argent                             | Bronze                              |
| Messieurs résultats détaillés       | Jean-Christophe Simond         | Laurent Depouilly                  | Fernand Fédronic                    |
| Dames résultats détaillés           | Agnès Gosselin                 | Nathalie Duquesne                  | Sophie Cuissot                      |
| Couples résultats détaillés         | Sylvie Vaquero / Didier Manaud | Christine Plisson / Gilles Chauvet | -                                   |
| Danse sur glace résultats détaillés | Nathalie Hervé / Pierre Béchu  | Sophie Merigot / Philippe Berthe   | Martine Olivier / Philippe Boissier |

## Détails des compétitions
(Détails des compétitions encore à compléter)

### Messieurs
| Rang | Nom                    | Points | Fig. imp. | Prog. original | Prog. libre |
| ---- | ---------------------- | ------ | --------- | -------------- | ----------- |
| 1    | Jean-Christophe Simond | 2.0    | 1         | 1              | 1           |
| 2    | Laurent Depouilly      | 7.0    | 5         | 5              | 2           |
| 3    | Fernand Fédronic       | 8.0    | 2         | 2              | 6           |
| 4    | Didier Monge           | 10.4   | 7         | 8              | 3           |
| 5    | Philippe Roncoli       | 11.2   | 10        | 3              | 4           |
| 6    | Pierre Seveno          | 11.4   | 6         | 7              | 5           |
| 7    | Philippe Paulet        | 13.0   | 4         | 9              | 7           |
| 8    | Frédéric Harpagès      | 13.4   | 3         | 4              | 10          |
| 9    | Florian Lemaître       | 15.8   | 9         | 6              | 8           |
| 10   | Bernard Glesser        | 18.2   | 8         | 11             | 9           |
| 11   | Lionel Delieutraz      | 21.6   | 11        | 10             | 11          |
| 12   | Eric Martin            | 24.0   | 12        | 12             | 12          |

### Dames
| Rang | Nom                   | Points | Fig. imp. | Prog. original | Prog. libre |
| ---- | --------------------- | ------ | --------- | -------------- | ----------- |
| 1    | Agnès Gosselin        | 3.2    | 3         | 1              | 1           |
| 2    | Nathalie Duquesne     | 7.0    | 7         | 2              | 2           |
| 3    | Sophie Cuissot        | 8.2    | 5         | 3              | 4           |
| 4    | Béatrice Farinacci    | 9.6    | 1         | 5              | 7           |
| 5    | Christine Nicolas     | 10.2   | 4         | 7              | 5           |
| 6    | Nathalie Hildesheimer | 10.6   | 10        | 4              | 3           |
| 7    | Hélène Godard         | 10.8   | 2         | 9              | 6           |
| 8    | Katia Krier           | 17.6   | 12        | 6              | 8           |
| 9    | Anne Galuzzo          | 18.4   | 6         | 12             | 10          |
| 10   | Karina Virlat         | 19.6   | 9         | 8              | 11          |
| 11   | Valérie Bigeard       | 20.0   | 11        | 11             | 9           |
| 12   | Magali Poussibet      | 20.8   | 8         | 10             | 12          |

### Couples
| Rang | Nom                                | Points | Prog. court | Prog. libre |
| ---- | ---------------------------------- | ------ | ----------- | ----------- |
| 1    | Sylvie Vaquero / Didier Manaud     | 1.4    | 1           | 1           |
| 2    | Christine Plisson / Gilles Chauvet | 2.8    | 2           | 2           |

### Danse sur glace
| Rang | Nom                                 |
| ---- | ----------------------------------- |
| 1    | Nathalie Hervé / Pierre Béchu       |
| 2    | Sophie Merigot / Philippe Berthe    |
| 3    | Martine Olivier / Philippe Boissier |
| ...  |                                     |

## Sources
- Le livre d'or du patinage d'Alain Billouin, édition Solar, 1999
- (en) « Ice ABROAD, FRENCH FIGURE SKATING CHAMPIONSHIPS MEGÈVE, FRANCE, DECEMBER 8-11, 1983 », sur usfsa.xmlmanager.qg.com